# Epicurismo

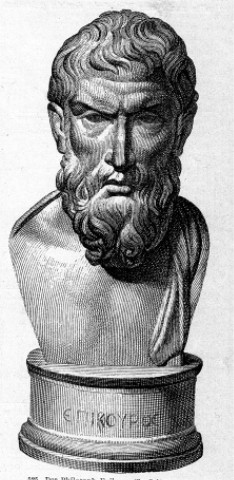
Busto de Epicuro.

O epicurismo é o sistema filosófico que prega a procura dos prazeres moderados para atingir um estado de tranquilidade e de ausência de medo (ataraxia) junto da ausência de sofrimento corporal (aponia), pelo conhecimento do funcionamento do mundo e do estabelecimento de limites para os desejos. A combinação desses dois estados constituiria a felicidade na sua forma mais elevada.
Epicuro de Samos, filósofo ateniense do século IV a.C., era um materialista atomista, seguindo os passos de Demócrito, combatendo as superstições e as ideias de intervenção divina. O epicurismo foi inicialmente um contraposto ao platonismo. Mais tarde, seu principal oponente passaria a ser o estoicismo. Embora o epicurismo seja uma forma de hedonismo, na medida em que declara o prazer como seu único objetivo intrínseco, o conceito de que o maior prazer é a ausência de dor e medo, e a defesa de uma vida simples, tornam o Epicurismo muito diferente do que é o entendimento comum de "hedonismo". Epicuro e seus seguidores geralmente se afastavam da política porque isso poderia levar a frustrações e ambições que entrariam em conflito com sua busca pela virtude e paz de espírito.
Ao contrário do objetivo Epicurista, os desejos exacerbados podem ser fonte de perturbações constantes, dificultando o encontro da felicidade que é manter a saúde do corpo e a serenidade do espírito. Segundo Epicuro, para ser feliz seria necessário controlar os nossos medos e desejos de maneira que o estado de prazer seja estável e equilibrado, com um consequente estado de tranquilidade e de ausência de perturbação.
Epicuro também é conhecido como o Filósofo do Jardim, como ficou conhecida a escola por ele fundada em Atenas, que consistia numa comunidade de amigos e seguidores. Lá escreveu mais de 300 trabalhos, dos quais nenhum sobreviveu; deles restam apenas notícias de discípulos ou fragmentos. Sua filosofia é de cunho materialista, não havendo espaço para a imortalidade.
A finalidade da filosofia de Epicuro não era teórica, mas bastante prática. Buscava sobretudo encontrar o sossego necessário para uma vida feliz e aprazível, na qual os temores perante o destino, os deuses ou a morte estavam definitivamente eliminados. Para isso, fundamentava-se em uma teoria do conhecimento empirista, em uma física atomista e na ética.
No mundo mediterrânico antigo, a filosofia epicurista conquistou grande número de seguidores. Foi uma escola de pensamento muito proeminente por um período de sete séculos depois da morte do fundador. Posteriormente, quase relegou-se ao esquecimento devido ao início da Idade Média, período em que se perderam a maioria dos escritos deste filósofo grego.
A ideia que Epicuro tinha era a de que, para ser feliz, o homem necessitava de três coisas: liberdade, amizade e tempo para filosofar. Na Grécia Antiga, existia uma cidade na qual, em todas as paredes do mercado, se havia escrito toda a filosofia da felicidade de Epicuro, procurando conscientizar as pessoas de que comprar e possuir bens materiais não as tornariam mais felizes, como elas então acreditavam.

## História
O epicurismo foi uma corrente filosófica surgida durante o período da Antiguidade conhecido como helenismo, que se inicia no final do século IV a.C. "Trata-se, portanto, do período iniciado com a formação dos reinos que dividiram entre si o império de Alexandre, o Grande, e que durou até a conquista romana, em 146 a.C., quando a Grécia foi declarada província romana. Segundo alguns historiadores, esse período iria até o advento de Augusto e a definitiva consolidação do Império Romano (aproximadamente 20 a.C.)".
Em Mitilene, capital da ilha de Lesbos, e depois em Lampsacus, Epicuro ensinou e conquistou seguidores. Em Atenas, Epicuro comprou uma propriedade para sua escola chamada "Jardim", que mais tarde se tornou o nome de sua escola. Seus membros incluíam Hermarco, Idomeneu, Colotes , Polieno e Metrodoro. Epicuro enfatizou a amizade como um ingrediente importante da felicidade, e a escola parece ter sido uma comunidade moderadamente ascética que rejeitou os holofotes políticos da filosofia ateniense. Eles eram bastante cosmopolitas pelos padrões atenienses, incluindo mulheres e escravos. As atividades comunitárias tiveram alguma importância, particularmente a observância do Eikas , uma reunião social mensal. Alguns membros também eram vegetarianos, pois, por poucas evidências, Epicuro não comia carne, embora não houvesse proibição de comer carne.
A popularidade da escola cresceu e se tornou, juntamente com o estoicismo, o platonismo, o peripateticismo e o pirronismo, uma das escolas dominantes da filosofia helenística, durando fortemente até o final do Império Romano. Pergaminhos carbonizados decifrados obtidos na biblioteca da Vila dos Papiros em Herculano contêm um grande número de obras de Filodemo, um epicurista helenístico tardio, e do próprio Epicuro, atestando a popularidade duradoura da escola. Júlio César também se inclinou consideravelmente para o epicurismo, o que o levou a apelar contra a sentença de morte durante o julgamento contra Catilina, onde ele falou contra o estoico Catão, o Jovem. Seu sogro, Lúcio Calpúrnio Pisão Cesonino, também era um adepto da escola. No século II, o comediante Luciano de Samósata e rico promotor da filosofia Diógenes de Enoanda eram epicuristas proeminentes.
No final do século III a.C., no entanto, havia poucos vestígios de sua existência. Com o crescente domínio do neoplatonismo e do peripateticismo e, mais tarde, do cristianismo, o epicurismo declinou.

## Princípios filosóficos
Epicuro viveu as contradições do mundo Helênico. Sua filosofia se opôs à metafísica de Aristóteles, cuja origem ele chama de espiritualismo de Platão, que defendia a ideia de uma dimensão além do insensível, supra-real, ao qual seria o fundamento que constituiria o mundo que vemos, tocamos e participamos. Com uma filosofia de não determinismo, Epicuro defende a ideia de que nada está além dos nossos sentidos, e que não existiria nenhuma realidade que não poderia ser entendida com auxílio dos nossos cinco sentidos, princípio denominado "naturalismo radical". Para esclarecer este fundamento, que é compreendido por três tomadas de consciência do indivíduo e funciona como um caminho para a felicidade, divide-se este princípio em três postulados, segundo o estudioso Juvenal Savian Filho:

### Compreensão dos deuses
Segundo a crença dos gregos, os deuses estariam preocupados com o ser humano, sendo responsáveis pelas suas vitórias ou desgraças, o que acarretaria um medo inerente ao homem, que temeria ser punido a qualquer momento por um de seus atos. Epicuro critica esta ideia e defende que os deuses existem, mas não estão preocupados conosco. Afinal, como afirma em sua metodologia do conhecimento, os juízos que temos dos deuses não se baseiam em prolepses, isto é, em imagens formadas pelas repetições, que produzem veracidade, e nos permitem chegar em conclusões sobre o real. Os deuses, para alguns estudiosos da filosofia de Epicuro, não tomam consciência dos humanos, afinal, na perfeição não poderia caber a imperfeição, sequer por conhecimento. Se os deuses não se encarregam de nosso destino, benção ou maldição, cabe a nós mesmos a responsabilidade. A felicidade ou o sofrimento depende das escolhas de cada um.

### Compreensão da morte
Para acabar com o temor da morte, Epicuro defende a ideia da morte como sendo o nada. A dor e o sofrimento residem nas sensações, na vida como fardo, e se a morte é o total aniquilamento do "viver", o sábio de nada tem a temer. A lógica é que se é a vida e as sensações que causam o sofrimento do indivíduo, a morte existiria para cessar as sensações, ser o nada, a privação total. Portanto, é inadmissível aceitar que ocorreria sofrimento, pois a morte ocasionaria o extermínio das sensações.

### Compreensão dos desejos
Eu aprendi que as inclinações corporais inclinam-se mais fortemente com a relação sexual. Se você não violar as leis, nem perturbar os bons costumes, nem entristecer alguém próximo a você, nem forçar o corpo, nem gastar o que for necessário para as necessidades, use sua própria escolha como quiser. É difícil imaginar, no entanto, que nada disso faria parte do sexo porque o sexo nunca beneficiou ninguém.

— Epicuro em Proverbios Vaticiais, LI
É necessário compreender a distinção entre os desejos naturais e desejos inúteis, infundados ou também chamados de frívolos. Para Epicuro, o desejo se origina de uma falta, que pode partir da natureza (desejo natural) ou de uma opinião falsa (desejo frívolo). Os desejos podem ser divididos em:
- Desejos naturais e necessários: que livram o corpo da dor da fome e da sede. São desejos limitados que estão presentes de forma inata em todos os humanos; faz parte da natureza humana tê-los. Eles são necessários por três razões: para a felicidade, para se estar livre de desconforto corporal, e necessários para viver. Vestuário e abrigo ligam-se às duas primeiras razões, enquanto o alimento à terceira.[13]
- Desejos naturais, mas não necessários: são os desejos que surgem da vontade de variar, por exemplo o alimento ou a bebida, para variar também o prazer do corpo. São naturais ao ser humano, mas não precisam ser realizados para sua felicidade ou sobrevivência. Querer comer uma comida deliciosa quando se está com fome é um exemplo de desejo natural, mas não necessário. O principal problema com esses desejos é que eles não conseguem aumentar substancialmente a felicidade de uma pessoa e, ao mesmo tempo, exigem esforço para obtê-los e são desejados pelas pessoas devido a falsas crenças de que são realmente necessários. É por esta razão que devem ser evitados.[13]
- Desejos não naturais e não necessários (ou desejos vãos e vazios): são os que nascem de uma opinião falsa sobre o mundo, incentivados por sentimentos de vaidade, orgulho ou inveja. Desejos de riqueza ou fama são não naturais e desnecessários, e devem ser evitados porque, em última instância, só trazem desconforto.[13]

Epicuro tem uma finalidade concreta: a eliminação das dores e a busca dos prazeres. O sábio deveria desejar os objetos simples e naturais e saber que, por ser imperfeito, sentirá dor, inevitavelmente.
O sábio é, portanto, aquele que toma consciência da própria existência e destino, não aceitando o determinismo de nenhum deus. Para ele, o importante na busca é a saúde física e a serenidade interior, ocasionadas pela escolha de quais desejos deverão ser saciados. A felicidade reside, então, na saúde do corpo e da alma, que não pode ser entendida, obviamente, como metafísica, mas parte fundamental da própria existência corpórea. Ser feliz é ter pleno domínio destes prazeres, o que pode ser alcançado com a compreensão da natureza dos deuses, da morte e dos desejos.

## Temas

### Ética
O epicurismo baseia sua ética em um conjunto de valores hedonistas, vendo o prazer como o principal bem da vida. Portanto, Epicuro defendeu viver de forma a obter a maior quantidade de prazer possível durante a vida, mas fazê-lo moderadamente para evitar o sofrimento incorrido pelo excesso de indulgência em tal prazer; Epicuro recomendava ativamente contra o amor apaixonado e acreditava que era melhor evitar o casamento por completo. Ele via o sexo recreativo como um desejo natural, mas não necessário, que deveria ser geralmente evitado. Uma vez que a vida política poderia dar origem a desejos que poderiam perturbar a virtude e a paz de espírito, como o desejo de poder ou o desejo de fama, a participação na política era desencorajada Além disso, Epicuro procurou eliminar o medo da morte e de Deus ou deuses, vendo esses dois medos como as principais causas de conflito na vida.

#### Prazer
Quando dizemos ... que o prazer é o fim e o objetivo, não queremos dizer os prazeres do pródigo ou os prazeres da sensualidade, como alguns entendem que fazemos por ignorância, preconceito ou deturpação intencional. Por prazer entendemos a ausência de dor no corpo e de angústia na alma. Não é por uma sucessão ininterrupta de bebedeiras e folias, nem por luxúria sexual, nem pelo gozo de peixes e outras iguarias de uma mesa luxuosa, que produzem uma vida agradável; é um raciocínio sóbrio, procurando os fundamentos de toda escolha e evitação e banindo aquelas crenças pelas quais os maiores tumultos se apoderam da alma. 

— Epicuro, em Carta a Menoece
Os epicuristas tinham uma compreensão muito específica do que era o maior prazer, e o foco de sua ética, em vez de buscar "o" prazer, era evitar a dor. Como prova disso, os epicuristas diziam que a natureza parece nos ordenar a evitar a dor, e eles apontam que todos os animais tentam evitar a dor tanto quanto possível. O epicurismo dividiu o prazer em duas grandes categorias: prazeres do corpo e prazeres da mente. Os prazeres do corpo envolvem sensações do corpo, como o ato de comer uma comida deliciosa ou de estar em um estado de conforto livre de dor, e existem apenas no presente. Só se pode experimentar os prazeres do corpo no momento, o que significa que eles só existem quando a pessoa os experimenta. Os prazeres da mente envolvem processos e estados mentais; sentimentos de alegria, ausência de medo e lembranças agradáveis são exemplos de prazeres da mente. Esses prazeres da mente não existem apenas no presente, mas também no passado e no futuro, uma vez que a memória de uma experiência agradável do passado ou a expectativa de algum futuro potencialmente agradável podem ser experiências agradáveis. Por causa disso, os prazeres da mente são considerados maiores do que os do corpo.
A ênfase era colocada nos prazeres da mente, e não nos prazeres físicos. Os epicuristas dividiram ainda mais cada um desses tipos de prazeres em duas categorias: prazer cinético e prazer catastemático. Ausência de dor (aponia) e falta de perturbação da mente (ataraxia) são dois dos prazeres catastemáticos e frequentemente vistos como o foco de Epicuro. Prazer cinético são os prazeres físicos ou mentais que envolvem ação ou mudança. Comer alimentos deliciosos, assim como satisfazer desejos e eliminar a dor, o que em si é considerado um ato prazeroso, são exemplos de prazer cinético no sentido físico. De acordo com Epicuro, sentimentos de alegria seriam um exemplo de prazer cinético mental.  O prazer katastemático é o prazer que se sente em um estado sem dor. Como os prazeres cinéticos, os prazeres catastemáticos também podem ser físicos, como o estado de não ter sede, ou mentais, como a liberdade de um estado de medo. O prazer katastemático físico completo é chamado de aponia, e o prazer catastemático mental completo é chamado de ataraxia.
Embora a busca do prazer constituísse o foco da filosofia Epicurista, ele era amplamente direcionada aos "prazeres estáticos" de minimizar a dor, a ansiedade e o sofrimento. A partir desse entendimento, os epicuristas concluíram que o maior prazer que uma pessoa poderia alcançar era a eliminação completa de toda dor, tanto física quanto mental. O objetivo final da ética epicurista era atingir um estado de aponia e ataraxia.

#### Política
É impossível viver uma vida agradável sem viver com sabedoria, bem e justiça, e é impossível viver com sabedoria, bem e justiça sem viver uma vida agradável. 
A compreensão epicurista da justiça era inerentemente egoísta. A justiça era considerada boa porque era vista como mutuamente benéfica. Os indivíduos não agiriam injustamente mesmo se o ato fosse inicialmente despercebido por causa da possibilidade de serem pegos e punidos. Tanto a punição quanto o medo da punição causariam perturbação a uma pessoa e a impediriam de ser feliz.
Epicuro também foi um dos primeiros pensadores a desenvolver a noção de justiça como um contrato social e, em parte, tenta abordar questões com a sociedade descrita na República de Platão. A teoria do contrato social estabelecida pelo epicurismo é baseada no acordo mútuo, não no decreto divino. Ele definiu a justiça como um acordo feito pelas pessoas para não prejudicar umas às outras. O objetivo de viver em uma sociedade com leis e punições é ser protegido de danos para que seja livre para buscar a felicidade. Por isso, não são justas as leis que não contribuem para promover a felicidade humana. Ele deu sua própria versão única da ética da reciprocidade, que difere de outras formulações por enfatizar a minimização do dano e a maximização da felicidade para si e para os outros:
As ideias epicuristas sobre política discordam de outras tradições filosóficas, nomeadamente as tradições estoica, platónica e aristotélica. Para os epicuristas, todas as nossas relações sociais são uma questão de como percebemos uns aos outros, de costumes e tradições. Ninguém é inerentemente de maior valor ou destinado a dominar o outro. Isso ocorre porque não há base metafísica para a superioridade de um tipo de pessoa, todas as pessoas são feitas do mesmo material atômico e, portanto, são naturalmente iguais. Os epicuristas também desencorajam a participação política e outros envolvimentos na política. No entanto, os epicuristas não são apolíticos, é possível que alguma associação política pudesse ser vista como benéfica por alguns epicuristas. Algumas associações políticas podem levar a certos benefícios para o indivíduo que ajudariam a maximizar o prazer e evitar sofrimento físico ou mental.

#### Morte
O epicurismo nega a imortalidade. Acredita na alma, mas sugere que ela é mortal e material assim como o corpo. Ainda, afirma que não é preciso temer a morte: "A morte não é nada para nós; pois o que é dissolvido não tem sensação, e o que carece de sensação não é nada para nós". Desta doutrina surgiu o dito epicurista: "Non fui, fui; non sum, non curo" ("Eu não fui; eu fui; eu não sou; eu não me importo"), inscrito nas lápides de alguns seguidores.

#### Deus, Deuses
O epicurismo não nega a existência de qualquer dos deuses, mas nega seu envolvimento no mundo. De acordo com o epicurismo, os deuses não interferem nas vidas humanas ou no resto do universo de forma alguma - portanto, evita a ideia de que eventos climáticos assustadores são uma retribuição divina. Um dos medos dos quais o epicurista deve ser libertado é o medo relacionado às ações dos deuses.

#### Amizade
de todas as coisas que a sabedoria inventou e que contribuem para uma vida abençoada, nenhuma é mais importante, mais frutífera do que a amizade 

— Citado por Cícero
Epicuro deu grande ênfase ao desenvolvimento de amizades como base para uma vida satisfatória. A evitação ou liberdade de dificuldades e medo é ideal para os epicuristas. Embora essa evasão ou liberdade pudesse ser alcançada por meios políticos, Epicuro insistiu que o envolvimento na política não libertaria ninguém do medo e ele aconselhou contra uma vida política. Epicuro também desencorajava contribuir para a sociedade política iniciando uma família, já que os benefícios de uma esposa e filhos são superados pelos problemas causados por ter uma família. Em vez disso, Epicuro encorajou a formação de uma comunidade de amigos fora do estado político tradicional. Essa comunidade de amigos virtuosos se concentraria em assuntos internos e justiça. No entanto, o epicurismo é adaptável às circunstâncias, assim como a abordagem epicurista da política. As mesmas abordagens nem sempre funcionarão na proteção contra a dor e o medo. Em algumas situações será mais benéfico ter uma família e em outras situações será mais benéfico participar da política. Em última análise, cabe ao epicurista analisar suas circunstâncias e tomar qualquer ação adequada à situação.

### Epistemologia
A epistemologia (caminho do conhecimento, teoria do conhecimento) epicurista caracteriza-se pelo empirismo, ou seja, valorização da experiência imediata absorvida pelos sentidos. Para Epicuro, todo o conhecimento tem como origem as sensações e impressões dos sentidos e todas as sensações são sempre verdadeiras, e que erros surgem em como julgamos essas percepções. Por exemplo: um remo, se visto dentro da água, possui uma imagem retorcida, porém, se visto fora dela, possui aparência reta e plana. Neste caso, qual das sensações estaria correta? Para Epicuro, não há erro, apenas uma precipitação. O remo sempre aparentará ser retorcido, caso visto de dentro da água. Para esclarecer isto, o filósofo utilizou do termo "prolepse", que pode ser entendido como um resquício de percepção anterior, uma espécie de "arquivo de nossa memória." Será a repetição das percepções que irá determinar qual a "verdadeira" forma do remo e construir o conhecimento dentro da ética epicurista. Por exemplo, se alguém vê uma torre de longe que parece ser redonda, e ao se aproximar da torre vê que na verdade é quadrada, eles perceberiam que seu original julgamento estava errado e corrigiu sua opinião errada.

#### Critério de verdade
Diz-se que Epicuro propôs três critérios de verdade: sensações (aisthêsis), preconceitos (prolepsis) e sentimentos (pathos). Um quarto critério chamado "aplicações de apresentação da mente" (phantastikai epibolai tês dianoias) teria sido adicionado por epicuristas posteriores.
Como os epicuristas pensavam que as sensações não podiam enganar, as sensações são o primeiro e principal critério de verdade para os epicuristas. Mesmo nos casos em que a entrada sensorial parece enganar, a entrada em si é verdadeira e o erro surge de nossos julgamentos sobre a entrada. Por exemplo, quando alguém coloca um remo reto na água, ele parece torto. O epicurista argumentaria que a imagem do remo, ou seja, os átomos que viajam do remo para os olhos do observador, foram deslocados e, portanto, realmente chegam aos olhos do observador na forma de um remo dobrado. O observador comete o erro de assumir que a imagem que ele recebe representa corretamente o remo e não foi distorcida de alguma forma. Para não fazer julgamentos errôneos sobre coisas perceptíveis e, em vez disso, verificar o próprio julgamento, os epicuristas acreditavam que era necessário obter "visão clara" (enargeia) da coisa perceptível por meio de um exame mais detalhado. Isso atuou como uma justificativa para os julgamentos de alguém sobre a coisa que está sendo percebida. Enargeia é caracterizada como sensação de um objeto que não foi alterado por julgamentos ou opiniões e é uma percepção clara e direta desse objeto.
Os preconceitos de um indivíduo são seus conceitos sobre o que são as coisas, por exemplo, qual é a ideia que alguém tem de um cavalo, e esses conceitos são formados na mente de uma pessoa por meio de estímulos sensoriais ao longo do tempo. Quando a palavra que se relaciona com o preconceito é usada, esses preconceitos são convocados pela mente para os pensamentos da pessoa. É por meio de nossos preconceitos que somos capazes de fazer julgamentos sobre as coisas que percebemos. Preconceitos também foram usados pelos epicuristas para evitar o paradoxo proposto por Platão no Mênon em relação ao aprendizado. Platão argumenta que o aprendizado exige que já tenhamos conhecimento do que estamos aprendendo, caso contrário, seríamos incapazes de reconhecer quando aprendemos com sucesso a informação. Os preconceitos, argumentam os epicuristas, fornecem aos indivíduos o pré-conhecimento necessário para o aprendizado.
Nossos sentimentos ou emoções (pathê) são como percebemos o prazer e a dor. Eles são análogos às sensações, pois são um meio de percepção, mas percebem nosso estado interno em oposição às coisas externas. De acordo com Diógenes Laércio, os sentimentos são como determinamos nossas ações. Se algo é prazeroso, nós o perseguimos, e se algo é doloroso, nós o evitamos.
A ideia de "aplicações de apresentação da mente" é uma explicação de como podemos discutir e indagar sobre coisas que não podemos perceber diretamente. Recebemos impressões de tais coisas diretamente em nossas mentes, em vez de percebê-las por meio de outros sentidos. O conceito de "aplicações de apresentação da mente" pode ter sido introduzido para explicar como aprendemos sobre coisas que não podemos perceber diretamente, como os deuses.

## Diferença entre epicurismo e hedonismo
Embora o epicurismo seja uma doutrina muitas vezes confundida com o hedonismo, já que declara o prazer como o único valor intrínseco, a sua concepção da ausência de dor como o maior prazer e a sua apologia da vida simples tornam-no diferente: o hedonismo, além de levar em conta os prazeres sexuais, incentiva o prazer intensamente, enquanto no epicurismo o prazer possui papel passivo, na ausência de paixões e na eliminação de qualquer fator que cause o sofrimento ou temor, como a morte.

## Obras

### Os aforismos de Epicuro
No livro Máximas Principais, João Quartim de Moraes, professor aposentado da Universidade Estadual de Campinas, traduz os principais aforismos que apresentam a ética das ideias de Epicuro. Em síntese, na forma como foram traduzidos pelo estudioso, com um breve comentário:
| “ | Aquele que é plenamente feliz e imortal não tem preocupações, nem perturba os outros; não é afetado pela cólera ou pelo favor, já que tudo isso é próprio à fraqueza. | ” |

Para Epicuro, os deuses existem, mas não se preocupam conosco. Como seres perfeitos de nada necessitam, nem de ninguém. Sentir ódio, raiva e medo é condição própria de seres imperfeitos, não dos deuses, cuja condição divina não permite que careçam de algo além de si mesmos.
| “ | É impossível viver prazerosamente sem viver prudente, bela e justamente, nem viver prudente, bela e justamente sem viver prazerosamente. Aquele que está privado daquilo que permite viver prudente, bela e justamente, não pode viver feliz, mesmo se for correto e justo. | ” |

"É preciso ser sábio, não para ter prazer (todos os experimentam), mas para viver prazerosamente". Para Epicuro, a vida prazerosa exige paz de espírito, não sendo somente a totalidade dos prazeres da vida. A principal diferença, portanto, do epicurismo e do hedonismo é que o primeiro considera o prazer do repouso, a experiência psíquica da lembrança também é um prazer; enquanto a segunda considera apenas a experiência prazerosa no momento de sua fruição.
| “ | Nenhum prazer é em si mesmo um mal, mas aquilo que produz certos prazeres acarreta sofrimentos bem maiores do que os prazeres. | ” |

Nenhum prazer é, por essência, ruim: é o que produzimos com ele que, dependendo do tamanho de seu sofrimento, ditará se realmente valerá ser saciado. O prazer de tomarmos um copo de água quando estamos com muita sede é tão verdadeiro quanto o sofrimento de ser afogado pelas águas do mar. As drogas, por exemplo, usadas sem critério médico, podem produzir um mal muito maior que a euforia ou bem-estar que causam quanto ao prazer imediato que proporcionam. Em síntese, o prazer e o sofrimento resultam da relação do corpo com os objetos circundantes.
| “ | Aqueles desejos naturais que quando permanecem insatisfeitos não provocam padecimento, mas suscitam forte tensão, são produto de uma vã opinião, e quando não se dissipam não é por causa de sua natureza própria, mas da futilidade humana. | ” |

"Epicuro considera naturais e necessários os desejos que suprimem o padecimento, por exemplo, de beber quando temos sede, ao passo que por naturais e não necessários ele entende aqueles que apenas diversificam o prazer sem remover o padecimento" (MORAES, 2010, p. 47). A passagem é um escólio de Diógenes Laércio, que esclarece um ponto fundamental do aforismo quanto a diferenciação dos desejos ditos "naturais e necessários" e outros "naturais e não necessários." Por serem desejos naturais, logo, não deveriam nos perturbar. Se isso realizam, são baseados em opiniões vazias, ocas. É comum chamarmos de "futilidade" o vício de seguir esse tipo de opinião.